# Robert Habros
Robert Habros (* im 20. Jahrhundert) ist ein Spezialeffektkünstler.

## Leben
Habros begann seine Karriere 1986 mit dem Abenteuerfilm Space Camp. Bis Mitte der 1990er Jahre arbeitete er an einigen weiteren Spielfilmen, darunter Bill & Teds verrückte Reise durch die Zeit und Armee der Finsternis. 1997 wechselte er zum Fernsehen, wo er zunächst bei der Serie Stargate – Kommando SG-1 tätig war. Danach wirkte er unter anderem an Outer Limits – Die unbekannte Dimension und Eureka – Die geheime Stadt. In den 2010er Jahren arbeitete er an den Serien Fringe – Grenzfälle des FBI und UnREAL. Für sein Wirken war er zwischen 1998 und 2014 vier Mal für den Emmy nominiert. Sein Schaffen umfasst rund 40 Film- und Fernsehproduktionen. 
2002 trat er erst- und bislang einmalig als Regisseur in Erscheinung und inszenierte eine Folge der Serie Outer Limits – Die unbekannte Dimension.
2010 war er für Neill Blomkamps Science-Fiction-Film District 9 gemeinsam mit Dan Kaufman, Peter Muyzers und Matt Aitken für den Oscar in der Kategorie Beste visuelle Effekte nominiert, die Auszeichnung in diesem Jahr ging jedoch an James Camerons Avatar – Aufbruch nach Pandora. Auch bei BAFTA Film Awards ging Habros in der Kategorie Beste visuelle Effekte leer aus.

## Filmografie (Auswahl)
- 1986: Space Camp (SpaceCamp)
- 1989: Bill & Teds verrückte Reise durch die Zeit (Bill & Ted’s Excellent Adventure)
- 1989: Warlock – Satans Sohn (Warlock)
- 1992: Armee der Finsternis (Army of Darkness)
- 1992: Liebling, jetzt haben wir ein Riesenbaby (Honey, I Blew Up the Kid)
- 1992: Mom und Dad retten die Welt (Mom and Dad Save the World)
- 2009: District 9
- 2012: Chronicle – Wozu bist Du fähig? (Chronicle)
- 2018: Tully

## Auszeichnungen (Auswahl)
- 2010: Oscar-Nominierung in der Kategorie Beste visuelle Effekte für District 9
- 2010: BAFTA-Film-Award-Nominierung in der Kategorie Beste visuelle Effekte für District 9